# のぼりもえ
のぼり もえ（1996年11月13日 - ）は、日本のタレントである。広島県出身。薬学部生。株式会社ホリプロデジタルエンターテンメント所属。

## 来歴
2016年 『SoftBank Presents NEXTSTAR GIRLS AUDITION』のグランプリを受賞し、タレント活動を開始する。

## 人物
現役薬学部生。SNSにて、ビューティー系のメイク動画や購入品紹介、ヘアアレンジなどコンテンツを投稿している。主にInstagramやYouTubeなどで活動中。趣味はアイドル鑑賞。

## 出演

### 雑誌
- 2018年 Ray8月号 「気になるYouTuber」

### WEB
- 2018年 AmebaTV  韓国コスメの通販番組「KANCOS HOLIC」カンコスホリック レコメンダー
- 2016年 LINE LIVE番組　「NEXT STAR」レギュラー アシスタント
- 2016年 NEXT STAR GIRLS AUDITION グランプリ